# Богатырь (паровоз)
«Богатырь» — один из первых паровозов Царскосельской железной дороги, прибывший на дорогу 21 октября 1836 года с завода Коккериля в Серене (Бельгия).
Паровоз оказался самым дешёвым (12 000 руб. серебром) и самым надёжным (проработал более 20 лет и был списан в 1860 году).
3 ноября 1838 года паровозу было присвоено имя «Богатырь». В 1849 году паровоз был переименован в «Россию».

## Эксплуатация
Пробег паровоза в верстах по годам эксплуатации
| год  | вёрсты |
| ---- | ------ |
| 1839 | 24925  |
| 1840 | 13875  |
| 1841 | 9650   |
| 1843 | 21415  |
| 1844 | 22565  |
| 1845 | 20400  |
| 1846 | 10000  |
| 1847 | -      |
| 1848 | 17425  |
| 1849 | 22425  |
| 1850 | 26325  |
| 1851 | 26075  |
| 1852 | 25275  |
| 1853 | 28300  |
| 1854 | 12675  |
| 1857 | 4800   |